# Cantó de Marcilly-le-Hayer
El cantó de Marcilly-le-Hayer és un antic cantó francès del departament de l'Aube, situat al districte de Nogent-sur-Seine. Té 22 municipis i el cap és Marcilly-le-Hayer. Va desaparèixer el 2015.

## Municipis
- Avant-lès-Marcilly
- Avon-la-Pèze
- Bercenay-le-Hayer
- Bourdenay
- Charmoy
- Dierrey-Saint-Julien
- Dierrey-Saint-Pierre
- Échemines
- Faux-Villecerf
- Fay-lès-Marcilly
- Marcilly-le-Hayer
- Marigny-le-Châtel
- Mesnil-Saint-Loup
- Pâlis
- Planty
- Pouy-sur-Vannes
- Prunay-Belleville
- Rigny-la-Nonneuse
- Saint-Flavy
- Saint-Lupien
- Trancault
- Villadin

## Història
| Data d'elecció                           | Identitat       | Partit                           | Qualitat |
| ---------------------------------------- | --------------- | -------------------------------- | -------- |
| 1945-1959                                | Eugène Sévellec | PRL, després Divers droite       |          |
| 1959-1992                                | Bernard Laurent | MRP, després CD, després UDF-CDS |          |
| 1992-2015                                | Nicolas Juillet | Divers droite                    |          |
| les dades anteriors no són pas conegudes |                 |                                  |          |
|                                          |                 |                                  |          |

## Demografia
| A partir de 1990: Població sense dobles comptes |